# Сотеска
Сотеска (словен. Soteska) — поселення в общині Доленьське Топлице, регіон Південно-Східна Словенія, Словенія. Висота над рівнем моря: 216,9 м.